# 东新萨拉热窝
东新萨拉热窝（塞尔维亚语：／），是波斯尼亚和黑塞哥维那实体之一塞族共和國東薩拉熱窩市的六个市镇之一。市镇面积为37.92平方公里，2013年人口数量为10,642人。
该市镇前称塞族新萨拉热窝（Српско Ново Сарајево），非正式场合时又称卢卡维察（Лукавица）。它是从战前的新萨拉热窝市镇析出而设立的（剩余部分的新萨拉热窝属于另一实体波黑联邦塞拉耶佛市）。

## 人口
|      | 2013年          |
| 总计 | 10,642 (100,0%) |
| 塞族 | 10,248 (96,30%) |
| 其他 | 243 (2,283%)    |
| 克族 | 107 (1,005%)    |
| 波族 | 44 (0,413%)     |

## 图集

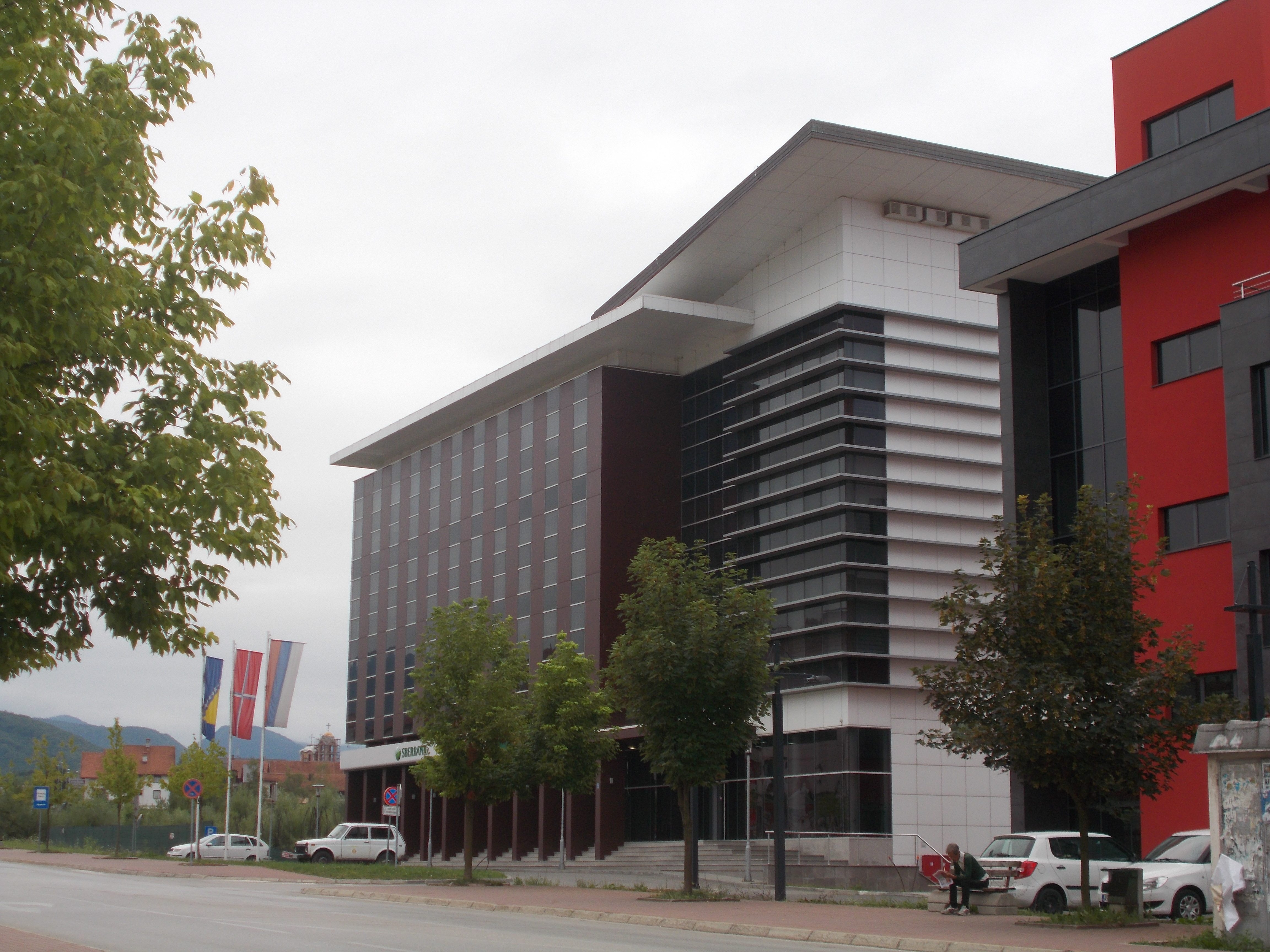
新建筑
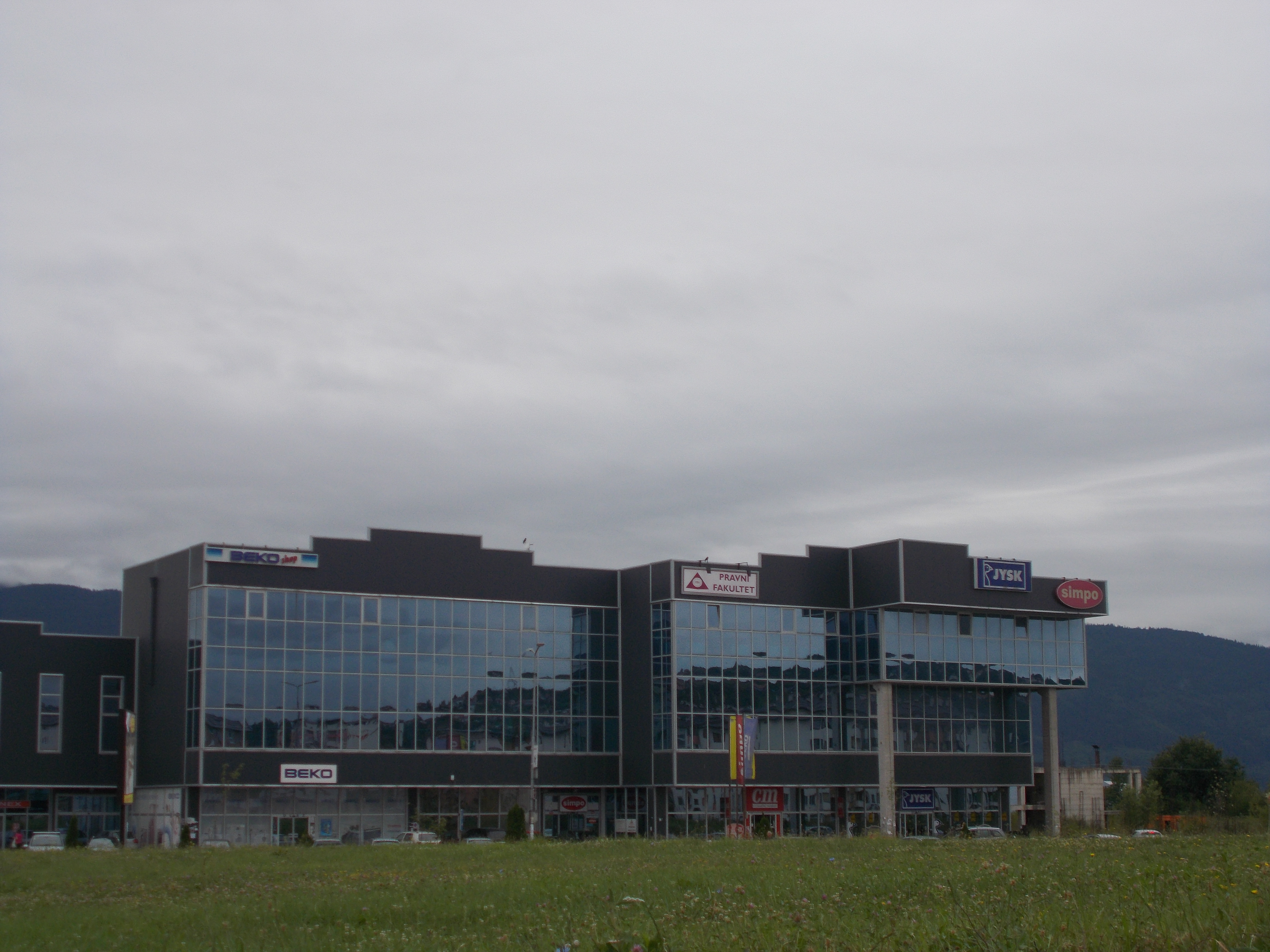
购物中心
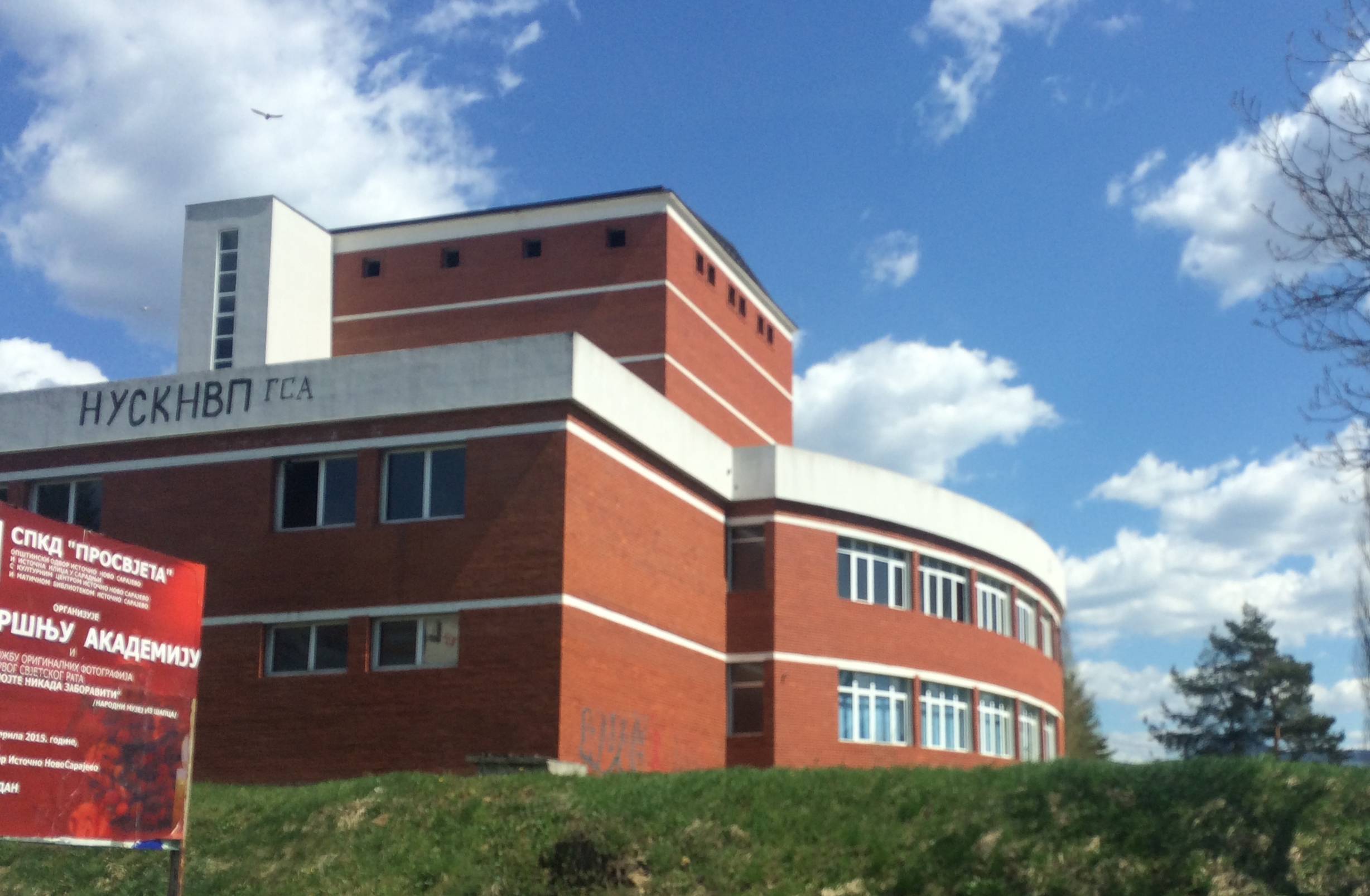
市图书馆